# برايان مكنوتون
برايان مكنوتون (بالإنجليزية: Brian McNaughton)‏ (23 سبتمبر 1935 في الولايات المتحدة - 13 مايو 2004)؛ كاتب وروائي أمريكي. درس في جامعة هارفارد.